# Jutta Müller-Lukoschek
Jutta Müller-Lukoschek (* vor 1960) ist eine deutsche Juristin.
Müller-Lukoschek ist seit 1991 Hochschullehrerin an der Hochschule für Wirtschaft und Recht Berlin (bis 2009: FHVR Berlin) und ist seit 2003 Studiendekanin am Fachbereich Rechtspflege. Bis 1980 studierte sie in Heidelberg und Berlin Anglistik und Rechtswissenschaften. Nach ihrem Zweiten Staatsexamen 1982 arbeitete sie bis 1990 als Attorney Advisor in der Rechtsabteilung der US-Armee. Sie promovierte 1990 an der Freien Universität Berlin mit einer Arbeit über Der Kündigungsschutz im Arbeitsrecht der USA. Unter besonderer Berücksichtigung des Individualarbeitsrechts. Von 1995 bis 1997 bekleidete sie das Amt der Prorektorin an der FHVR. 
Sie hat die Professur für Bürgerliches Recht mit dem Schwerpunkt Erbrecht und Recht des nachlassgerichtlichen Verfahrens sowie Internationalem Privatrecht inne. 2005 und 2006 war sie an der Überarbeitung der Bände 2 und 3 der von Paul Jansen begonnenen Werke zur freiwilligen Gerichtsbarkeit (FGG) beteiligt.
Darüber hinaus hat sie mehrere Publikationen zu ihrem Fachgebiet verfasst.

## Publikationen

### Monographien
- Der Kündigungsschutz im Arbeitsrecht der USA. Unter besonderer Berücksichtigung des Individualarbeitsrechts. Dissertation, Freie Universität, Berlin 1990 (Hochschulschrift), DNB 901494666
- Die neue EU-Erbrechtsverordnung. Einführung in die neue Rechtslage. 2013, ISBN 978-3-941586-84-0; als E-Book: ISBN 978-3-941586-99-4

### Aufsätze
- in: Hans-Joachim von Schuckmann, Susanne Sonnenfeld (Hrsg.): FGG. Gesetz über die Angelegenheiten der freiwilligen Gerichtsbarkeit: Band 2: §§ 35–70n FGG, Berlin, De Gruyter, 2005, ISBN 978-3-89949-256-9 (Online)
- in: Hans-Joachim von Schuckmann, Susanne Sonnenfeld (Hrsg.): FGG. Gesetz über die Angelegenheiten der freiwilligen Gerichtsbarkeit: Band 3: §§ 71–200 FGG, Berlin, De Gruyter, 2006, ISBN  978-3-89949-257-6 (Online)